# Nokkonen
Nokkonen är en ö i Finland. Den ligger i Finska viken och i kommunen Kotka i den ekonomiska regionen  Kotka-Fredrikshamn i landskapet Kymmenedalen, i den södra delen av landet. Ön ligger nära Kotka och omkring 110 kilometer öster om Helsingfors.
Öns area är 2,8 hektar och dess största längd är 320 meter i öst-västlig riktning.